# Districte d'Oberspreewald-Lausitz
El Districte d'Oberspreewald-Lausitz (en baix sòrab Wokrejs Gorne Błota-Łužyca , alt sòrab Wokrjes Hornjo Błota-Łužica) és un districte alemany (districte) en l'estat federal de Brandenburg (Alemanya). Els municipis veïns situats a l'oest de l'Oberspreewald-Lausitz corresponen al districte d'Elbe-Elster, al nord limita amb el districte de Dahme-Spreewald, a l'est té frontera amb el districte de Spree-Neiße i al sud amb el districte de Bautzen (Saxònia). La capital de districte és la ciutat de Senftenberg.

## Geografia
El Landkreis Oberspreewald-Lausitz se situa al sud de l'estat federal de Brandenburg i posseïx una altura mitjana tot el territori entre els 56 i els 201 metres a nivell del mar. La muntanya més alta del districte és el Kutschenberg amb una altitud de 201 metres a les proximitats de la ciutat de Brandenburg.

## Evolució demogràfica
| Any  | Població |
| ---- | -------- |
| 1990 | 166.351  |
| 1991 | 161.229  |
| 1992 | 161.124  |
| 1993 | 159.828  |
| 1994 | 158.537  |
| 1995 | 156.758  |
| 1996 | 155.024  |
| 1997 | 152.924  |

| Any  | Població |
| ---- | -------- |
| 1998 | 150.414  |
| 1999 | 148.124  |
| 2000 | 145.110  |
| 2001 | 141.959  |
| 2002 | 139.062  |
| 2003 | 136.251  |
| 2004 | 134.025  |
| 2005 | 132.032  |

## Història
Fins a l'any 1945 el territori del districte Oberspreewald-Lausitz corresponia a l'època prussiana dels extints Landkreis Hoyerswerda, Landkreis Calau i Landkreis Bad Liebenwerda; posteriorment (en l'any 1952) es van afegir municipis procedents de parts de Landkreis Senftenberg.

## Política

### Governador (landräte)
- 1994-2006 - Holger Bartsch (SPD)
- 2006-2009 - Georg Dürrschmidt (CDU),

### Kreistag
La composició del Kreistag el 28 de setembre de 2008 era:
| Partit           | Escons |
| ---------------- | ------ |
| SPD              | 14     |
| CDU              | 11     |
| Die Linke        | 11     |
| Bündnis 90/Grüne | 2      |
| FDP              | 2      |
| DVU              | 2      |
| Bauernpartei     | 2      |
| DSU              | 1      |

## Composició del Districte
Després de la reforma del districte en l'any 2003 es va mantenir la composició de 25 gemeinden, i 9 ciutats städte. Sis municipis són bilingues (alemany, baix sòrab) i permeten la denominació oficial en ambdós idiomes. (Habitants a 31 de desembre de 2005)
| Städte ¹ Ciutats lliures 1. Calau Kalawa, 8.813 2. Großräschen Mukran, 10.697 3. Lauchhammer Luchow, 17.593 4. Lübbenau/Spreewald Lubnjow/Błota, 17.098 5. Ortrand ¹ 2.316 6. Ruhland ¹ Rólany, 3.948 7. Schwarzheide, 6.344 8. Senftenberg Zły Komorow, (27.029) 9. Vetschau/Spreewald Wětošow/Błota, (9.036) Amtsfreie Gemeinde 1. Schipkau Šejkow, (7.395) | Ämter i municipis associats 1. Altdöbern (6.649) 1. Altdöbern Stara Darbnja, (2.835) 2. Bronkow (652) 3. Luckaitztal Lukajca Dolk, (904) 4. Neupetershain Nowe Wiki, (1.473) 5. Neu-Seeland Nowe Jazorat, (785) 2. Ortrand (6.664) 1. Frauendorf (779) 2. Großkmehlen (1.237) 3. Kroppen Kropnja, (746) 4. Lindenau (752) 5. Ortrand, ciutat (2.316) 6. Tettau Tejow, (834) 3. Ruhland (7.898) 1. Grünewald Zeleny Hózd, (600) 2. Guteborn Wudwor, (590) 3. Hermsdorf Hermanecy, (874) 4. Hohenbocka Hory Bukow, (1.127) 5. Ruhland, ciutat Rólany, (3.948) 6. Schwarzbach Čorna Woda, (759) | Municipis d'Oberspreewald-Lausitz |